# Birboneh-ye Bala
Birboneh-ye Bala (em persa: بيربنه بالا, romanizada como Bīrboneh-ye Bālā; também conhecida como Bīr Boneh e Bīrboneh) é uma aldeia do distrito rural de Kisom, situada no distrito central de Astaneh-ye Ashrafiyeh, na província de Gilan, no Irã. No censo de 2006, sua população era de 111, em 37 famílias.